# Pianosonate nr. 15 (Beethoven)
Beethovens Pianosonate nr. 15 in D draagt de bijnaam pastorale. Deze werd, zoals vaak, niet gegeven door Beethoven zelf, maar door zijn toenmalige uitgever A. Cranz. De sonate is niet zo bekend, zeker niet vergeleken met haar illustere voorganger, de Mondscheinsonate, opus 27/2. Ze onderscheidt zich door de serene sfeer en de ogenschijnlijk eenvoudige techniciteit zonder virtuoze passages.
Met de bijnaam pastorale verwijst dit woord, net als Beethovens 6e symfonie die hij enkele jaren later zou schrijven, naar de herderlijke sfeer. Dit komt door het gebruik van een constant aanwezige grondtoon in het 1e, 2e en 4e deel. Een eenvoudige melodie voegt zich daarbij. Ook de 6/8 maatsoort van het laatste deel en de 3/4 maat van het eerste deel dragen hier aan bij. Het eerste en vierde deel stralen een rustige sfeer uit, de binnenste delen doen dat minder.
Deze sonate werd gepubliceerd in 1801, in een tijd waar Beethoven zich zorgen maakte over zijn toenemende doofheid. De luchtigheid van dit werk is in dat opzicht dus erg verrassend.

## Delen
1. Allegro: Het eerste deel, in D, in de klassieke sonatevorm, is vrij lang. De sfeer is beheerst vrolijk, nergens uitgelaten. Slechts op het einde van de doorwerking is er een meer dramatische passage, die weer plaats maakt voor de gemoedelijke thema's van het begin.
2. Andante: Dit deel was een van Beethovens favorieten. Het begint met een traag thema in d, begeleid door staccato zestiende noten, die het geheel wat op een mars doen lijken. Voor het tweede thema gaat Beethoven weer naar D en plots klinkt de muziek veel vrolijker. Het stuk vervolgt met een variatie op thema één en legt zich zachtjes neer, na een korte herinnering aan het tweede thema.
3. Scherzo et Trio: Allegro vivace: Het scherzo is zeer speels en wisselt lange noten, die een hele maat vullen, af met een snelle figuur in achtste en vierde noten. Het trio bestaat uit één melodie van vier maten, die acht maal, zij het lichtjes gevarieerd, herhaald wordt.
4. Rondo: Allegro non troppo: Dit stuk baadt helemaal in de pastorale sfeer. Onder het thema klinkt een herhalende, dreunende bas. De episoden zijn speels, avontuurlijk en harmonisch inventief. Op het einde wordt het tempo iets opgedreven en komt het thema sneller en gevarieerd terug in een technisch moeilijke passage. Interessant is dat dit de eerste keer is dat Beethoven de benaming non troppo (niet te veel) gebruikt, die bij andere componisten veelvuldig en schier ondoordacht voorkomt, maar voor Beethoven duidelijk een speciale betekenis had.

## Muziek
|  |                                 |
|  | Deel 1: Allegro (download·info) |

|  |                                 |
|  | Deel 2: Andante (download·info) |

|  |                                                         |
|  | Deel 3: Scherzo et Trio: Allegro vivace (download·info) |

|  |                                                   |
|  | Deel 4: Rondo, allegro non troppo (download·info) |

1. f, opus 2-1
2. A, opus 2-2
3. C, opus 2-3
4. Es, opus 7 (Grand Sonata)
5. c, opus 10-1
6. F, opus 10-2
7. D, opus 10-3
8. c, opus 13 (Pathétique)
9. E, opus 14-1

1. G, opus 14-2
2. Bes, opus 22
3. As, opus 26 (Dodenmars)
4. Es, opus 27-1 (Quasi una fantasia)
5. cis, opus 27-2 (Mondschein)
6. D, opus 28 (Pastorale)
7. G, opus 31-1

1. d, opus 31-2 (Sturm)
2. Es, opus 31-3
3. g, opus 49-1
4. G, opus 49-2
5. C, opus 53 (Waldstein)
6. F, opus 54
7. f, opus 57 (Appassionata)
8. Fis, opus 78 (À Thérèse)

1. G, opus 79
2. Es, opus 81a (Les adieux)
3. e, opus 90
4. A, opus 101
5. Bes, opus 106 (Hammerklavier)
6. E, opus 109
7. As, opus 110
8. c, opus 111